# Chamnongsri Rutnin
Khunying Chamnongsri "Rutnin" Hanchanlash, née en 1939, est une femme de lettres thaïlandaise primée pour plusieurs de ses œuvres, une militante sociale, et une responsable d'entreprise.

## Biographie
Elle est née en 1939 à Bangkok dans une famille aisée, de banquiers. Sa mère est issue d’une famille chinoise s’étant installée en Thaïlande, et ayant progressivement prospéré dans les affaires. Elle peut ainsi bénéficier d’une éducation en Angleterre, durant son adolescence.
Elle retourne en Thaïlande à 18 ans, et travaille comme journaliste et chroniqueuse pour un journal de langue anglaise, jusqu'à son mariage avec un ophtalmologiste, Uthai Rutnin. Ensemble, ils fondent le Rutnin Eye Hospital à Bangkok. Uhai Rutnin meurt en 1993.
Après sa mort, elle crée la Fondation Uthai Rutnin en 1995 pour soutenir et promouvoir les connaissances en ophtalmologie, et préside son conseil d'administration. Dans les années 1990, elle crée la Harbor House Foundation à Chiang Rai pour aider les filles exposées au risque de traite des êtres humains. Elle participe aussi aux activités de l'Institut thaïlandais de la justice de lutte contre les violences familiales. Elle se consacre également, en parallèle, à l’écriture. En 1997, elle se remarie, épousant le Dr Jingjai Hanchanlash.
En janvier 2017, elle fonde la Cheevamitr Social Enterprise, une entreprise sociale qui défend avec passion la cause des soins de fin de vie en Thaïlande et qui défend l’exigence d’une qualité du vieillissement et de la mort.

## Œuvres littéraires
À l'origine, elle produisait principalement de la poésie et des contes (en prose), des contes qui ont fait l’objet de traductions. Puis ses domaines de création littéraire se sont élargis.
En 1999, la publication de son premier ouvrage biographique, As a Boat in MidOcean, est un succès, et devient un best-seller.  Son anthologie sélective de poèmes en anglais On the White Empty Page est décrite comme un mariage réussi des deux cultures, anglaise et thaïe, tandis que son recueil de poésie en langue thaïe Fon Tok Yang Tong, Fa Rong Yang Thueng [Sous la pluie et le tonnerre], est un voyage introspectif à la suite d'une retraite de trois mois dans un couvent bouddhiste.  L'une de ses pièces de théâtre, Where Dusk Ends (La Fin du crépuscule), qui traite des relations conjugales, a reçu le prix de la fondation John A. Eakin en 1987. Une autre pièce de théâtre, Kaewta's Horizon, est consacré au sujet de la relation mère-fille lors de l'éveil sexuel d’une jeune fille, retardée mentale. Deux de ses œuvres pour jeunesse ont reçu un prix national du livre pour la littérature jeunesse : Orange-8-Legs et Gecko Gup. Elle est également l’auteure d’ouvrages sur le développement personnel et la recherche d’une vie sereine, comme Vicha Tua Bao [L'art d'une vie de légèreté]. Une grande partie de ses écrits reflète un intérêt profond pour le bouddhisme (mais avec une approche relativement laïque), et pour la méditation. Pour autant, elle s’écarte des schémas conventionnels de la littérature bouddhiste, et s’appuie d’abord sur ses émotions et sur ses expériences personnelles. Elle a traduit également plusieurs ouvrages de littérature thaïe en anglais, des traductions bien accueillies pour leur qualité et leur conformité aux œuvres originales.